# Mato (Name)
Mato ist ein slawischer männlicher Vorname, der insbesondere im Kroatischen und Niedersorbischen vorkommt, sowie ein Familienname. Mato ist eine Verkleinerungsform von Matej bzw. von Matija, die beide slawische Formen des Vornamens Matthias sind.

## Bekannte Namensträger

### Vorname
- Mato Damjanović (1927–2011), kroatischer Schachgroßmeister
- Mato Ergović (1927–2013), jugoslawischer bzw. kroatischer Schauspieler
- Mato Jajalo (* 1988), kroatischer Fußballspieler
- Mato Kosyk (1853–1940), niedersorbischer Dichter
- Celestin Mato Medović (1857–1920), kroatischer Maler
- Mato Mlađenović (* 1978), kroatischer Eishockeyspieler
- Mato Neretljak (* 1979), kroatischer Fußballspieler
- Mato Vodopić (1816–1893 ebenda), römisch-katholischer Priester, Schriftsteller und Naturforscher sowie Bischof von Dubrovnik (1882–1893)

### Familienname
- Ana Mato (* 1959), spanische Soziologin und Politikerin, Mitglied des Europäischen Parlaments
- Edit Mató (1947–2020), ungarische Eiskunstläuferin
- Gabriel Mato Adrover (* 1961), spanischer Politiker, MdEP
- Jakup Mato (1934–2005), albanischer Literaturkritiker
- José Luis Sanmartín Mato (* 1990), bekannt als Joselu, spanischer Fußballspieler
- Rogers Mato (* 2003), ugandischer Fußballspieler
- Sára Mátó (* 2000), ungarische Hürdenläuferin
- Sulejman Mato (* 1941), albanischer Schriftsteller